# الطاعون في الفن الأوروبي
الطاعون في الفن الأوروبي أو الموت الأسود في الثقافة الأوروبية هو تأثير الموت الأسود في الثقافة الأوروبية حيث ضربت أوروبا جائحة الطاعون (1347-1350) الذي كان يسمى «الموت الأسود» ونتيجة لذلك إنعكس هذا التأثير على الرسم والأدب في أوروبا طوال تلك الفترة.
فإن مثل هذه التجربة المشتركة والواسعة النطاق على سكان أوروبا أثرت على الشعر والنثر والأعمال المسرحية والموسيقى والأعمال الفنية طوال تلك الفترة، كما يتضح من قبل كتاب مثل: تشوسر، بوكاتشيو، وبترارك، وفنانين مثل هولبين.

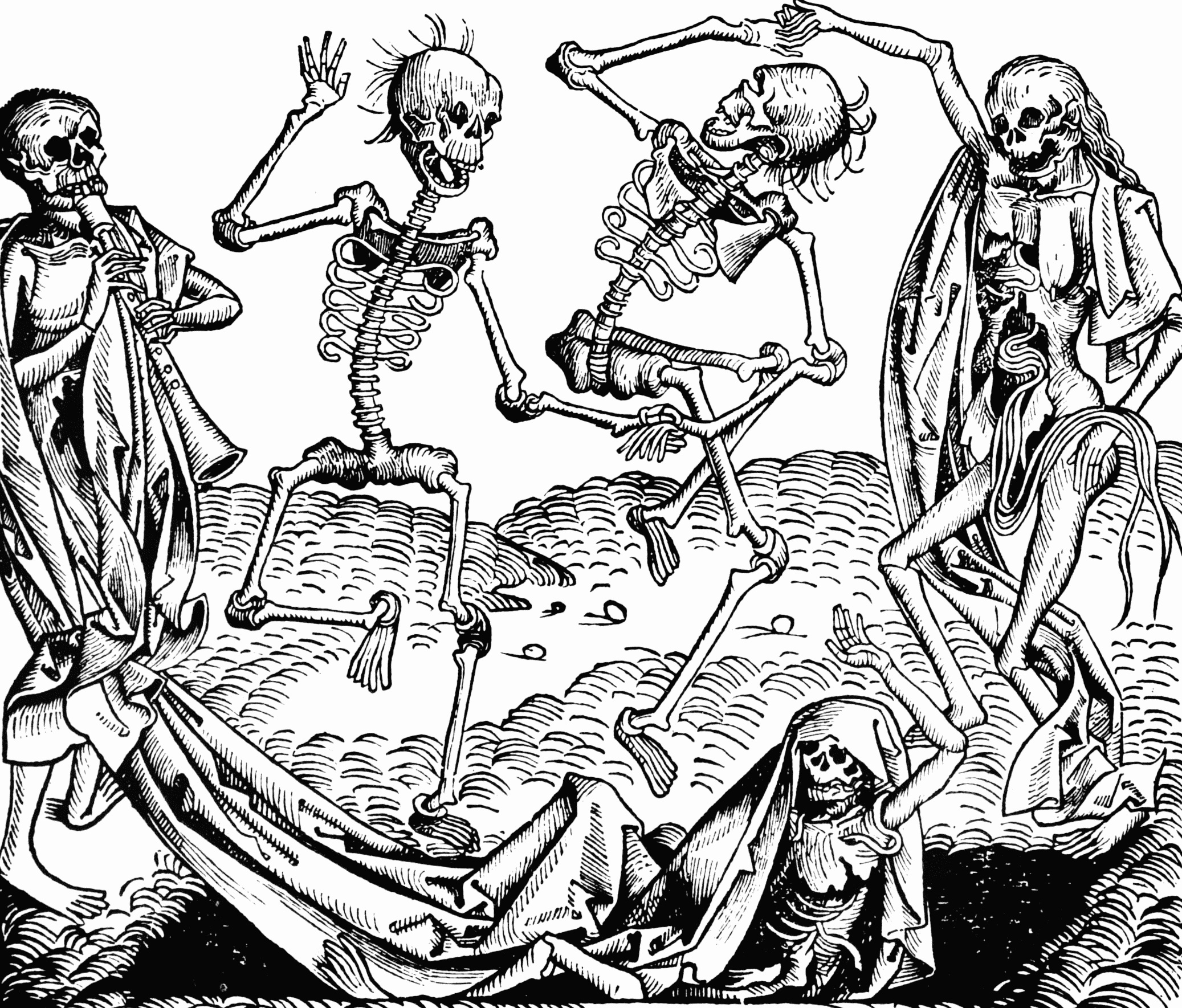
مستوحاة من الموت الأسود ، رقصة الموت هي رمزية لعالمية الموت وزخارف رسم مشتركة في أواخر العصور الوسطى.

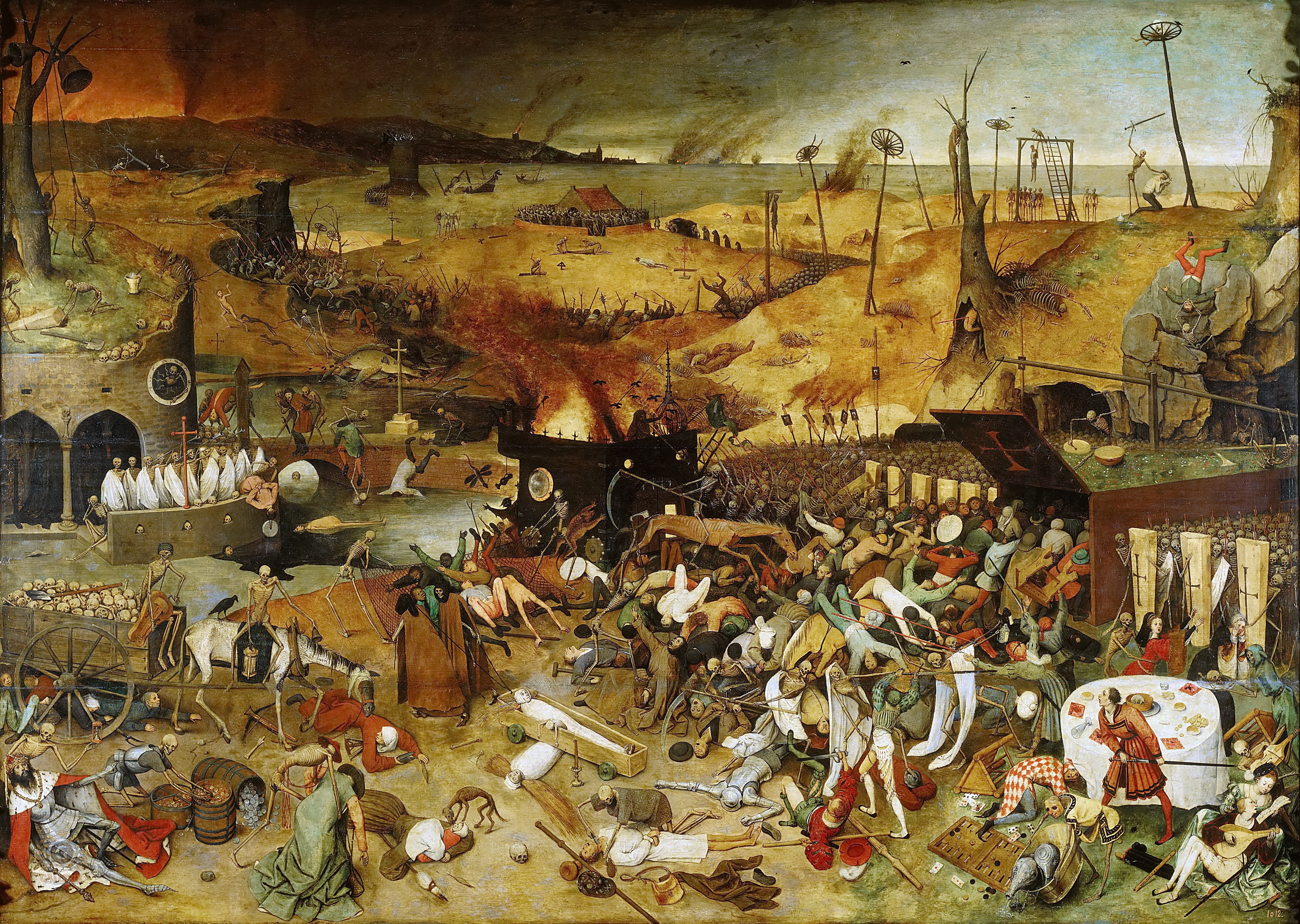
بيتر بروخل الأكبر ، انتصار الموت ، 1562

## الموت الأسود
اجتاح وباء الطاعون أنحاء أوروبا بين عامي 1347و1352، حيث من نوفمبر 1347، ظهر الطاعون في مرسيليا، إلى يناير 1348 ظهر في أفينيون، فمنثم يغطي فرنسا كلها. وبحلول عام 1348، انتشر الطاعون إلى إسبانيا. وبحلول يناير من ذاك العام انتشر جميع الموانئ الرئيسية في جنوب أوروبا، بما في ذلك البندقية وجنوة وبرشلونة، ليصل الوباء إلى إنجلترا، لخريف عام 1348، فيظهر الطاعون في النرويج، وفي عام 1349 في ألمانيا، في عام 1350 في بولندا. وقد كانت الوفيات مروعة، فعمليا لم يتعاف أحد. حيث تسبب المرض في وفاة ثلث سكان القارة، فقد مات نصف سكان المدن الكبيرة، في حين تسبب في وفاة سكان المدن الصغيرة كلهم في بعض الأحيان.
لم يتمكن الطب في ذلك الوقت من تفسير أسباب ظهور المرض وانتشاره، وكذلك تقديم بعض العلاج الفعال على الأقل. كان يُنظر إلى الطاعون على أنه العقاب أرسله الله. دعا البابا كليمنت السادس، في رسالته في 26 سبتمبر 1348، الطاعون «الدينونة السرية لله» والمرض «الذي ضربه الله على المسيحيين من أجل خطاياهم»

### الصورة السريرية
حدد المعاصرون في أوصافهم للأعراض السريرية للطاعون «الحمى المستمرة»، والتي أثرت على المرضى، وتلك الأعراض: لسان أسود وجاف، والهذيان وداء الكلب، والشعور بالألم والألم في القلب، والتسارع في التنفس، والسعال، والبلغم، والعكر، والأسود. البول وحركات الأمعاء السوداء والدم الأسود، وعلى هذه الخلفية، كان لدى المرضى «بوبو» (التهاب مؤلم في الغدد الليمفاوية) والجمرات. وسرعان ما اسودت جثث الموتى كالفحم، مما تسبب في رعب بين الناجين - وهذا أعطى اسم «الموت الأسود». لاحظ المؤلفون أيضًا نفث الدم.

### سلوك الإنسان
يكتب المؤرخ الفرنسي جان ديلومو أنه عندما ظهر الطاعون، حاولت السلطات والأطباء عادة عدم ملاحظته من أجل تهدئة أنفسهم والسكان ومن أجل الأسباب الاقتصادية (عدم الرغبة في مقاطعة النشاط الاقتصادي)- في رأيه - وبحسب ديلومو، فإن الناس سعوا في بداية الوباء إلى تأخير لحظة إدراك الخطر: لقد قوبل الحديث عن الطاعون بالسخرية والازدراء والكفر والغضب ومع ذلك، بعد انتشار المرض، بدأ الذعر حيث حاول السكان بشكل جماعي مغادرة المدينة المصابة.

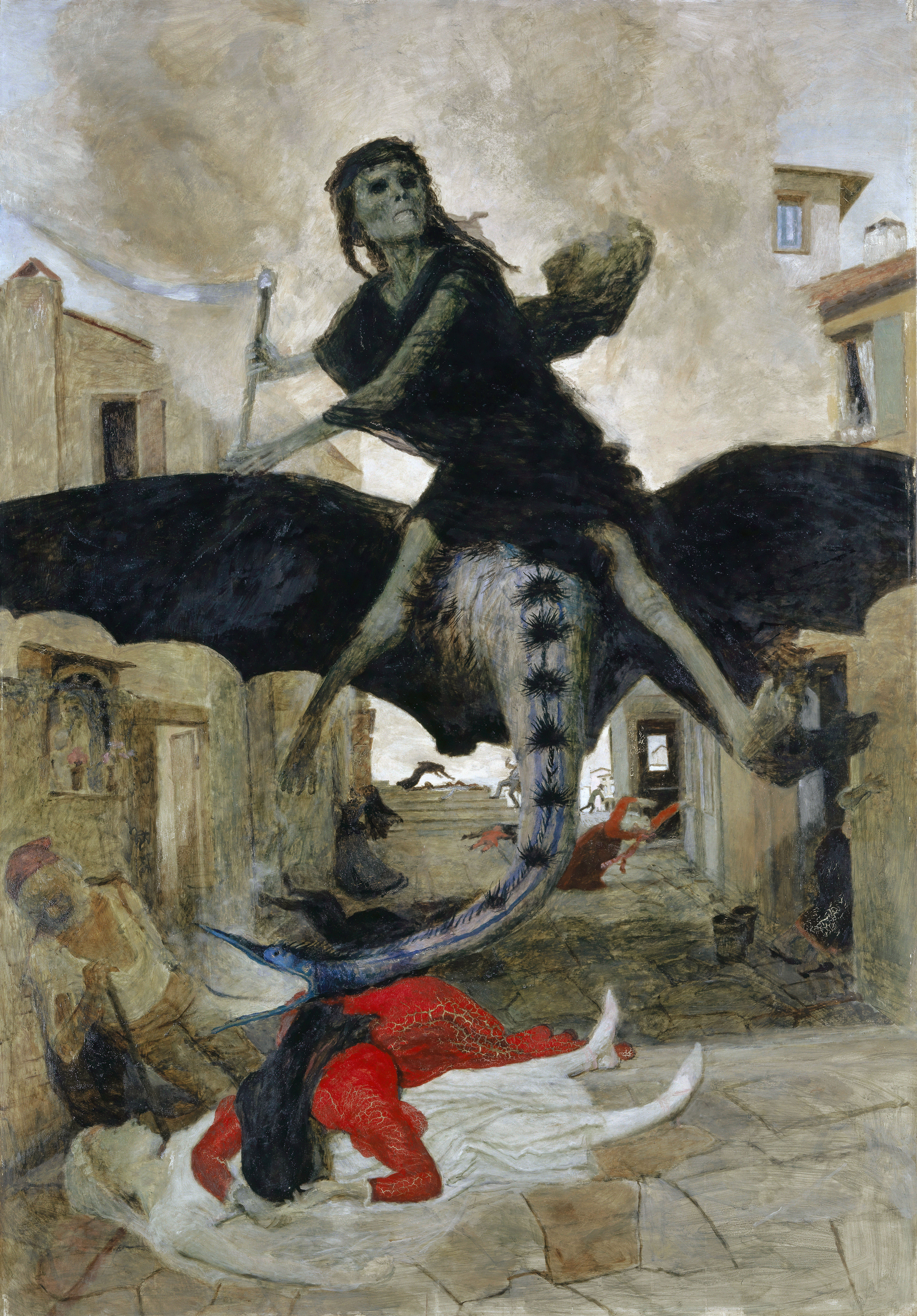
أرنولد بوكلين ، الطاعون، 1898

في المدن المتضررة من الطاعون، كانت طريقة الحياة المعتادة تتغير. يقدم ديلومو وصفاً للراهب البرتغالي عام 1666 :
من بين المصائب اليومية الأخرى، يعتبر الطاعون بلا شك الأكثر فظاعة ووحشية حقًا. هناك كل سبب يدعو إلى تسميته «الشر» بحرف كبير، لأنه لا يوجد شر على الأرض أكبر من الطاعون، ومقارنته به. بمجرد أن تضيء هذه النيران القاسية والقاسية في بعض المملكة أو الجمهورية، فإن الذعر السكاني، وسلطات المدينة غير نشطة، والحكومة مشلولة.
الشوارع، الساحات، الكنائس مليئة بالجثث، هذه الصورة مروعة لدرجة أن الأحياء تحسد الموتى على مرأى منها. مرة واحدة كانت مأهولة بالسكان الأماكن، وهذا الفراغ في حد ذاته محفوف بالخوف واليأس. لا شفقة حتى على الأصدقاء، لأن الشفقة خطيرة. أمر مؤسف عندما يكون لكل شخص حصة مشتركة.

في هذا الارتباك الرهيب، يتم نسيان وانتهاك جميع قوانين الطبيعة والحب. كلهم منقسمون: الأطفال والآباء والأزواج والزوجات والأخوة والأصدقاء. من المحزن أن ندرك أنه عند الفراق، لن يرى الناس بعضهم البعض على الأرجح. الرجال، بعد أن فقدوا شجاعتهم الطبيعية ولم يعودوا يعرفون ما هي النصيحة التي يجب اتباعها، كما لو كان الرجال العميان يتعثرون في كل خطوة على الخوف والتناقض. تزيد النساء بصراخهن وندباتهن من الحزن والارتباك ويطالبن بالخلاص من الشر الذي لا يعرفه أحد. يذرف الأطفال دموعًا بريئة لأنهم يشعرون بالتعاسة، على الرغم من أنهم لا يتعرفون عليها.
في السجلات الإيطالية لطاعون 1630 لوحظ:
هناك شيء أكثر إثارة للاشمئزاز والرهبة من كومة من الجثث التي يعثر عليها الأحياء باستمرار والتي تحول المدينة إلى قبر ضخم. هذا الشك المتبادل والشك الوحشي... ظل الشك لا يقع فقط على الجار، الصديق، الضيف. أصبحت أسماء العطاء مثل الأزواج، الأب، الابن، الأخ، الآن سببًا للخوف. من الرهيب وغير اللائق أن نقول، لكن مائدة الطعام والسرير الزوجي بدأ يعتبران فخاخًا يخفيان السم.
وقد تجلى الخوف من الطاعون في تدمير القطط والكلاب، ومحاكمة المتسولين واليهود.
يكتب جان ديلومو أن الخوف تسبب في سلوك غير لائق من الأشخاص الذين حاولوا نسيان أنفسهم في المرح والتسمم أو على العكس دخلوا في حالة اليأس. قال ديكاميرون للكاتب الإيطالي جيوفاني بوكاتشيو، الذي نجا من الطاعون، أن بعض الناس تميزوا بـ «إساءة استخدام النبيذ والترفيه، والمشاجرات والأغاني في الشوارع، وجميع أنواع الرضا عن العاطفة والضحك والنكات حول الأحداث الأكثر مؤسفة». في حين أن الكاتب الإنجليزي دانيال ديفو في الرواية التاريخية مذكرات عام الطاعون (1722)، وصف الطاعون في لندن عام 1665 بقوله أن «كل أنواع الجرائم والفضائح والتجاوزات وقعت في المدينة». خلال وباء مرسيليا عام 1720، «كان هناك بين السكان تجاوزات عامة، وحماسة شرسة محمومة وفساد مرعب».

## الانعكاس

### في السجلات
العديد من الكتابات والسجلات كتبها المؤرخين لكنها لم تصل إلى غالبية السكان الأوروبيين. على سبيل المثال، تمت قراءة أعمال بترارك بشكل رئيسي من قبل النبلاء الأثرياء والتجار من دول المدن الإيطالية. وكان هنالك ومضة أمل حيث كتب العديد من الكتاب مئات الرسائل وأبيات الشعر العامي بإسلوب يُبصَم بامتياز كبير للأجيال اللاحقة، ومع ذلك كان هنالك من يكتب تجاربه مخلوطة بأحزانه، مثل:

المشهد الذي يصفه دي تورا يتكرر مرارا وتكرارا في جميع أنحاء أوروبا. في صقلية، يحكي كاتب العدل غابرييل دي موسي عن الانتشار المبكر لشبه جزيرة القرم:
واحسرتاه! سفننا تدخل الميناء، ولكن من آلاف البحارة بالكاد ينجو عشرة. نصل إلى منازلنا. قريتنا... تأتي من جميع أنحاء لزيارتنا. ويل لنا لاننا نلقي عليهم نيران الموت. بالعودة إلى منازلهم، سرعان ما أصابوا أسرهم بأكملها، الذين استسلموا في ثلاثة أيام ودفنوا في قبر مشترك واحد. زيارة الكهنة والأطباء ... من واجباتهم المرضية، وسرعان ما ماتوا. يا موت! الموت الوحشي المرير! ... نأسف على بؤسنا، خشينا من الطيران، لكننا لم نجرؤ على البقاء.
النص الأصلي:
Alas! our ships enter the port, but of a thousand sailors hardly ten are spared. We reach our homes; our kindred ... come from all parts to visit us. Woe to us for we cast at them the darts of death! ... Going back to their homes, they in turn soon infected their whole families, who in three days succumbed, and were buried in one common grave. Priests and doctors visiting ... from their duties ill, and soon were ... dead. O death! cruel, bitter, impious death! ... Lamenting our misery, we feared to fly, yet we dared not remain.

شهد الراهب جون كلين آثاره في لينستر، بعد انتشاره إلى أيرلندا في أغسطس 1348: 
لقد جرد هذا المرض كليًا القرى والمدن والقصور وبلدات سكان الرجال، بحيث بالكاد يتمكن أي شخص من العيش فيها. كان الطاعون معديًا لدرجة أن الآلاف من الذين لمسوا القتلى أو حتى المرضى أصيبوا وماتوا على الفور، وأدى المعترف به والمعترف معًا إلى القبر ... مات الكثير من الدمامل والقروح والحصى التي يمكن رؤيتها على السيقان وتحت الإبطين. مات البعض، كما لو كان في نوبة جنون، من ألم في الرأس، والبعض الآخر من بصق الدم ... في دير القاصريندروغيدا، خمسة وعشرون، وفي دبلنوبنفس الترتيب، توفي ثلاثة وعشرون ... وقد تم تدمير هاتين المدينتين في دبلن ودروغيدا وإهدار السكان والرجال بحيث أنه في دبلن وحدها، منذ بداية أغسطس وحتى عيد الميلاد، توفي أربعة عشر ألف رجل ... تجمع الوباء قوته في كيلكيني خلال الصوم الكبير، بين يوم عيد الميلاد و 6 مارس، توفي ثمانية من دعاة الإخوة. نادراً ما كان هناك منزل مات فيه واحد فقط ولكن عادة ما يكون رجل وزوجة مع أطفالهم وعائلتهم يسيرون في اتجاه واحد، وهو العبور حتى الموت.
النص الأصلي:
That disease entirely stripped vills, cities, castles and towns of inhabitaints of men, so that scarcely anyone would be able to live in them. The plague was so contagious that thous touching the dead or even the sick were immediately infected and died, and the one confessing and the confessor were together led to the grave ... many died from carbuncles and from ulcers and pustles that could be seen on shins and under the armpits; some died, as if in a frenzy, from pain of the head, others from spitting blood ... In the convent of Minors of Drogheda, twenty five, and in Dublin in the same order, twenty three died ... These cities of Dublin and Drogheda were almost destroyed and wasted of inhabitants and men so that in Dublin alone, from the beginning of August right up to Christmas, fourteen thousand men died ... The pestilence gathered strength in Kilkenny during Lent, for between Christmas day and 6 March, eight Friars Preachers died. There was scarcely a house in which only one died but commonly man and wife with their children and family going one way, namely, crossing to death.

### في الأدب
غزا الموت الأسود بشكل جلي كتابات وروايات الأدباء حتى أضحت الكتابات التي تناقش الموت الأسود أدباً عظيما، على سبيل المثال: كتابات لبوكاتشيو (حكايات كانتربري) ورواية كتبها دانيال ديفو «مجلة للسنة الطاعون»، يصف بالتفصيل أحداث انتشار وباء الطاعون في لندن في القرن 17، ووصف الكاتب الإيطالي ألساندرو مانزوني الطاعون في رواية «المخطوبون»

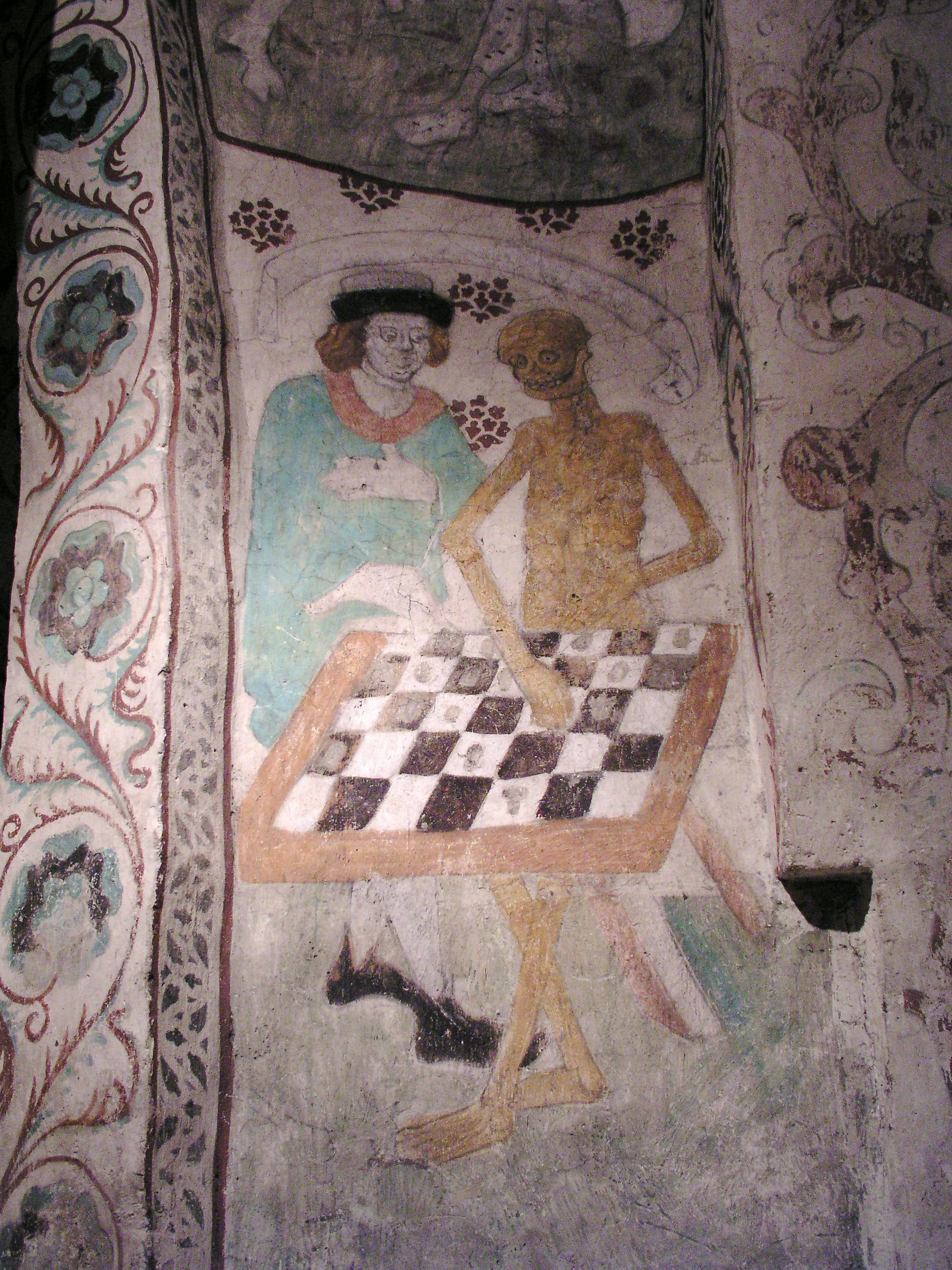
رجل يلعب الشطرنج مع الموت في ج. 1480 جدارية لألبرتوس بيكتور في كنيسة تابي في السويد

### في الرسم
يكتب المؤرخ جان ديلومو أن «الموت الأسود» والمزيد من الأوبئة حولت الفن الأوروبي «إلى القسوة والمعاناة والسادية والجنون والظلامية»، وانعكس الخوف من الطاعون في مؤامرات (رقصة الموت)، (انتصار الموت)، (ثلاثة قتلى وثلاثة أحياء). صدى آخر للطاعون هو مؤامرة «الموت لعب الشطرنج»، الشائعة في لوحة شمال أوروبا.

### في علم الشعوب
دخل الموت الأسود بسرعة الفنون القديمة والقصص والحكايات والأساطير المنحصرة ضمن عادات وتقاليد المشتركة في العديد من البلدان الأوروبية. في شمال أوروبا، تم تجسيد الطاعون على أنه امرأة عجوز منحنية مغطاة ومغطاة بالأسود، تحمل مكنسة وممشاة.
استفادت النساء أثناء وبعد الموت الأسود أيضًا من الأهمية المتزايدة للأدب العامي لأن منتدى ثقافيًا أوسع أصبح متاحًا لهم والذي كان يقتصر في السابق على الرجال من قبل الكنيسة اللاتينية. وهكذا، بدأوا في الكتابة والتشجيع من خلال رعاية كتابات وترجمات الآخرين.  على سبيل المثال، في فرنسا، أصبحت كريستين دي بيزان (1364-1430) أول امرأة في أوروبا تدعم نفسها بالكتابة. كتبت في العديد من الأشكال الأدبية المختلفة، مثل السيرة الذاتية وكتب المشورة الأخلاقية للرجال والنساء، وكذلك الشعر حول مجموعة واسعة من المواضيع. في رسالتها الرسالة إلى إله الحب ، ردت على كتابات جان دي ميون المعادية للمرأة التي وجدت في اختتامه رومانسية الوردة .  تمثل أطروحتها المثال الأول في التاريخ الأوروبي حيث كانت المرأة قادرة على الاستجابة لمثل هذه الخطابات كتابةً. كما أدى إلى نقاش بين مؤيدي دي ميون وبيزان استمر حتى القرن السادس عشر.